# Cramahe

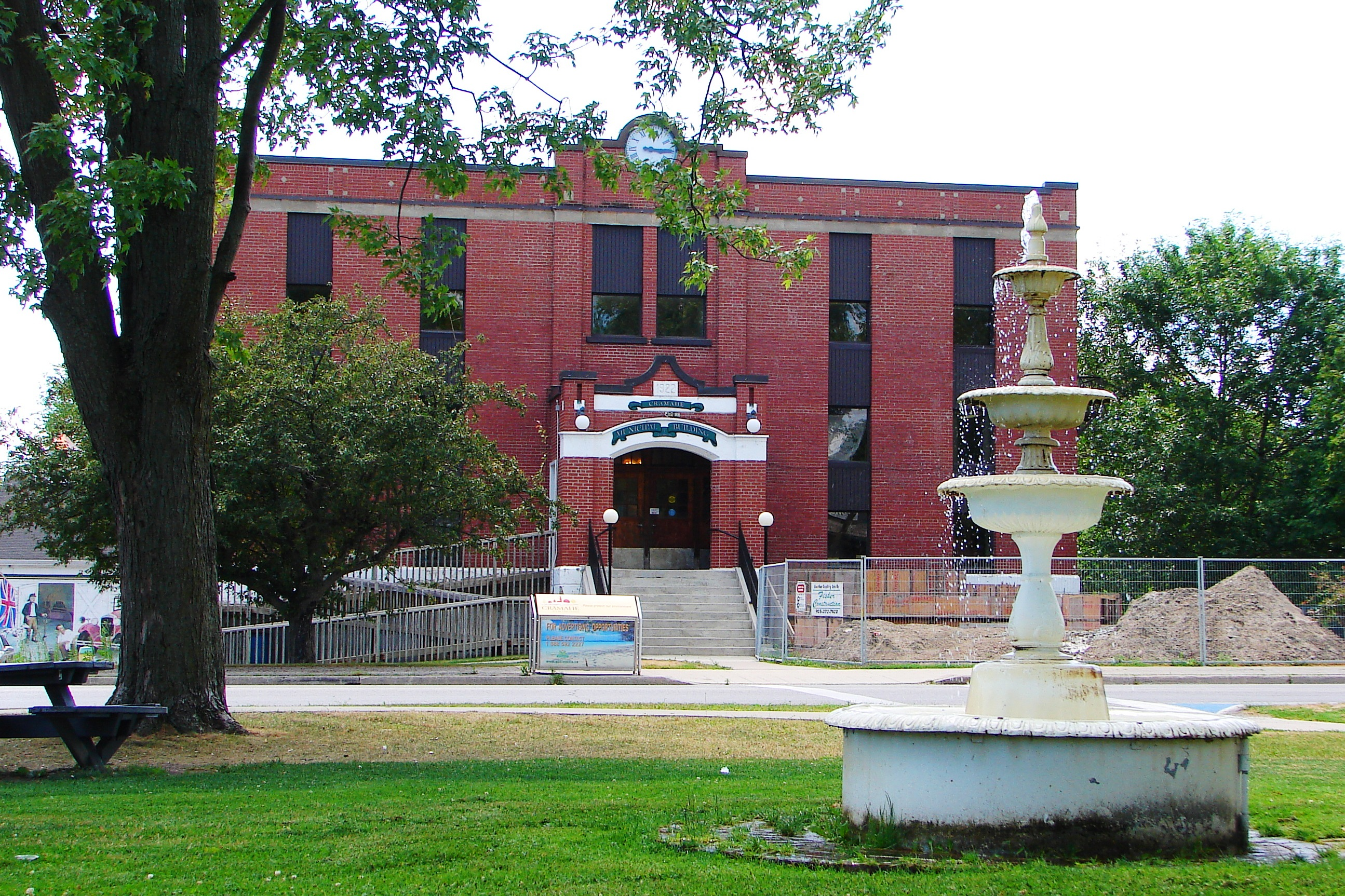
Hôtel de ville à Colborne

Cramahe est un canton de l'Ontario, Canada, Comté de Northumberland.

## Démographie
| 2001  | 2006  | 2011  | 2016  |
| ----- | ----- | ----- | ----- |
| 5 713 | 5 950 | 6 073 | 6 355 |